# No controles
No controles és una comèdia dirigida per Borja Cobeaga i protagonitzada per Unax Ugalde, Alexandra Jiménez, Julián López i Secun de la Rosa. Va ser la seva segona pel·lícula després de Pagafantas. La pel·lícula va ser molt ben acollida per la crítica i el públic, i a l'abril de 2011 va guanyar el Premi del Público en el Festival du Cinéma Espagnol de Nantes.

## Sinopsi
Ambientada en ple Nadal, la pel·lícula conta la història de Sergio (Unax Ugalde), un noi que no podia acabar de pitjor forma l'any.
És Nit de cap d'any, cau la major nevada en trenta anys, tots els vols estan cancel·lats i damunt ha de prendre's el raïm amb la resta de passatgers en un hotel de carretera.
Però aquí no acaba la cosa, ja que haurà d'enginyar-se-les per a aconseguir en una nit el que no ha aconseguit en diversos mesos: recuperar a la seva ex-xicota Bea (Alexandra Jiménez) abans que es vagi a treballar a Alemanya. Tot això amb l'ajuda d'un grup de viatgers que formen el pitjor equip del món: un amic que vol ser humorista (Julián López), un separat que ve cabrejat de Punta Cana (Secun de la Rosa) i un empleat de l'hotel que no té amb qui passar la nit de cap d'any (Alfredo Silva).

## Repartiment
- Unax Ugalde com Sergio.
- Julián López com Juancarlitros.
- Alexandra Jiménez com Bea.
- Secun de la Rosa com Juanan.
- Mariam Hernández com Laura.
- Mariví Bilbao com àvia.
- Ramón Barea com pare (Aita).
- Miguel Ángel Muñoz com Ernesto.
- Mauro Muñiz de Urquiza com pilot.
- Borja Pérez com Fernan.
- Bárbara Santa-Cruz com presentadora.